# Pseudoparentia hangayi
Pseudoparentia hangayi är en tvåvingeart som beskrevs av Daniel J. Bickel 1994. Pseudoparentia hangayi ingår i släktet Pseudoparentia och familjen styltflugor. Inga underarter finns listade i Catalogue of Life.